# سنت. ریجیس پارک (کنتاکی)
سنت. ریجیس پارک (به انگلیسی: St. Regis Park) شهری در ایالت کنتاکی کشور ایالات متحده آمریکا است که جمعیت آن در سرشماری سال ۲۰۱۰ میلادی، ۱٬۴۵۴ نفر بوده‌است.